# Grünauer Bach
Der Grünauer Bach, auch Grünauerbach, ist ein Bach im 13. Wiener Gemeindebezirk Hietzing. Er ist ein Zubringer des Wienflusses.

## Verlauf

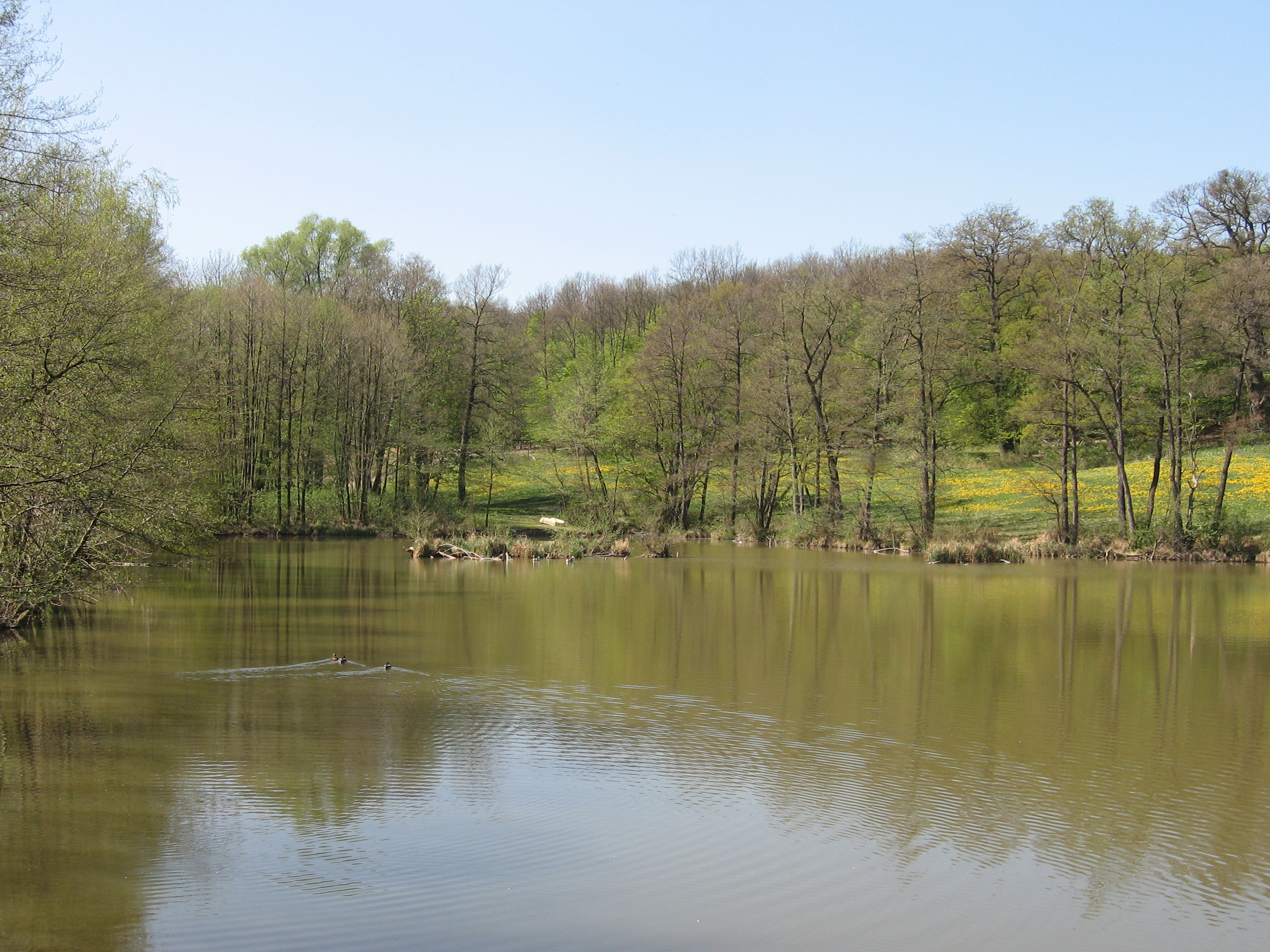
Grünauer Teich

Der Grünauer Bach hat eine Länge von 3250 m bei einer Höhendifferenz von 150 m. Sein Einzugsgebiet ist 2,8 km² groß.
Der naturnahe Waldbach entspringt in der Nähe des Rasthauses Rohrhaus und fließt Richtung Norden durch den Lainzer Tiergarten. Er verläuft durch den Grünauer Teich und nimmt dahinter rechtsseitig den Schallautzergraben auf. Außerhalb der Mauer des Lainzer Tiergarten unterquert der Grünauer Bach die Wientalstraße und mündet im Rückhaltebecken Auhof in Hütteldorf in den Wienfluss.
Beim Grünauer Bach besteht keine Gefahr von Überflutungen. Im Fall eines Jahrhunderthochwassers sind weder Infrastruktur noch Wohnbevölkerung betroffen.

## Geschichte
Der Mündungsbereich des Grünauer Bachs war vor 1825 immer wieder Veränderungen unterworfen. Abhängig vom Verlauf des noch unregulierten Wienflusses verlagerte sich der 200 m lange Unterlauf des Bachs des Öfteren. Der Grünauer Teich geht auf Dammbauten Ende des 18. Jahrhunderts zurück und bildete sich bis 1875 heraus. Der Unterlauf des Grünauer Bachs wurde von 1895 und 1899 im Zuge der Errichtung des Retentionsbeckens Auhof reguliert. Das Retentionsbecken wurden von 1995 und 2001 renaturiert.

## Ökologie
Der Bach dient als Laichgewässer für Erdkröten (Bufo bufo), Gelbbauchunken (Bombina variegata), Grasfrösche (Rana temporaria) und Springfrösche (Rana dalmatina). Wildschweine nutzen morastige Stellen als Suhlen.
Entlang des Grünauer Bachs wachsen Schwarz-Erlen-Eschen-Auwälder. Wurzeln und Anhäufungen von Totholz führen dazu, dass das Bachbett an manchen Stellen abgetreppt ist.

## Brücken
Der Grünauer Bach wird von folgenden Brücken gequert, gereiht in Fließrichtung:
- Wegschüttbrücke: Die 10 m lange und 4 m breite Stein-Straßenbrücke der Stegtorstraße wurde 1940 erbaut.
- Grünauer Brücke: Die 11 m lange und 8 m breite Stahlbeton-Straßenbrücke der Hofjagdstraße wurde 1969 erbaut.
- Grünauerbachbrücke: Die 9 m lange und 26 m breite Stahlbeton-Straßenbrücke der Wientalstraße wurde 1967 erbaut.[7]